# 横门水道
横门水道，位于中华人民共和国广东省中山市东部，由鸡鸦水道和小榄水道在中山港口镇大南尾汇流后，至横门岛马鞍头分南、北两支分流入伶仃洋。总长18千米，河面宽800～1000米，低潮水深3.5～6米，可航行1000～3000吨位轮驳船，水道中段建有中山港，是中国集装箱吞吐量的十强港口之一。
横门水道受潮汐影响，河道双向流。汛期最大流量8220立方米每秒，涨潮最大流速0.71米每秒，落潮最大流速1.34米每秒。